# Jammu–Baramulla-vasútvonal
A Dzsammu–Baramulla-vasútvonal (beleértve az Udhampur–Srinagar–Baramula vasútvonal (USBRL) szakaszát) egy 324 km hosszúságú, 1676 mm-es nyomtávolságú vasútvonal Dzsammu és Baramulla városok között, India Dzsammu és Kasmír államban. 2025. június 7-től teljes mértékben üzemképes. A Kasmír-völgyet India többi részével összekötő vasútvonal geostratégiai szempontból nagy jelentőséggel bír az indiai fegyveres erők számára. A Jammu és Srinagar közötti utazási időt 7 óráról 3 órára, azaz 4 órával csökkentette, és összeköti a Mata Vaishno Devi-templom és az Amarnath-templom fontos vallási zarándokhelyeket is.
Több fázisban megvalósult összeköttetés számos mérnöki csodát rejt magában, köztük a Chenab-hidat – a világ legmagasabb vasúti hídját, az Anji Khad-hidat – India első kábeles vasúti hídját, a Pir Panjal vasúti alagutat (Banihal vasúti alagút) – India leghosszabb vasúti alagútja 2025-ben,  valamint a T33 alagút, amely bár rövid, de rendkívül nagy kihívást jelent, mivel áttöri a Himalája fő határoló vonulatát.

## Története
2008 végén India miniszterelnöke, Manmohan Szingh nyitotta meg a Dzsammu-Baramulla-vasútvonal első szakaszát, melyet 2000 óta építenek. Az elkülönült 66 km hosszú vonalszakasz Rajwqansher - Anantnag között, részét képzi a 117 km hosszú vonalnak, mely Baramulától Qazigundig vezet, és amely végül is Udampurnál csatlakozik az India Vasút hálózatához. A 470 millió dollár értékű projekt megvalósítása nyolc évet vtt igénybe, a nehéz terepviszonyok, hegyek, valamint a lázadók fenyegetései miatt. A vonal magába foglalja az 1,3 km hosszú Chenab hidat, ami a világon a legmagasabb, a folyómeder felett 359 méterrel van.